# Laura Cymer
Laura Wajncymer (Buenos Aires, 7 de mayo de 1984) más conocida como Laura Cymer, es una actriz argentina.

## Carrera profesional
Laura Cymer comenzó su carrera a los diez años en el programa de cable humorístico Magazine For Fai (1994-1999). Luego, pasó a formar parte del elenco del programa Perdona nuestros pecados (2000-2002), donde se destacó por su imitación de Mariana Fabbiani. Durante ese mismo periodo, integró el ensamble de la obra de teatro infantil Cenicienta, la historia continúa (2000-2001) estrenada en el teatro Maipo. Su primer papel como actriz en televisión fue en la telenovela de comedia Costumbres argentinas (2003) emitida por Telefe, donde interpretó a Viviana. Después, integró el elenco del sketch Ricos y mocosos perteneciente al programa humorístico No hay 2 sin 3 (2004-2005) y fue convocada para trabajar en la comedia teatral Vengo por el aviso (2004) dirigida por Carlos Evaristo en el teatro Astral.
Más tarde, Cymer realizó participaciones en la serie de comedia Hechizada (2007) y en la serie dramática El capo (2007). En 2008, formó parte del espectáculo musical infantil Princesa cenicienta y personificó a una asesina en la obra Segundo set llevada a cabo en el teatro El Cubo. Ese mismo año, Cymer se sumó a la telenovela Por amor a vos (2008-2009) en el papel de Rafaella Molinari, una joven en búsqueda de su padre biológico. Luego, interpretó a Roxana en la telecomedia Enseñame a vivir (2009) de Canal 13 y debutó en cine apareciendo en la película dramática Anita (2009) dirigida por Marcos Carnevale. A fines de ese año, Cymer se unió al elenco de la obra cómica Valientes basada en la telenovela del mismo nombre, que tuvo su estreno en el teatro América durante la temporada de verano de Mar del Plata y representó el rol de Anastasia, por el cual recibió una nominación a los premios Estrella de Mar en la categoría mejor actriz de comedia.
Posteriormente, fue convocada para coprotagonizar la obra de teatro Destino motel (2010-2011) dirigida por Ezequiel Tronconi en el teatro el extranjero. En 2012, Cymer apareció en la película de comedia La máquina que escupe monstruos y la chica de mis sueños dirigida por Agustín Ross Beraldi y Diego Labat. En 2013, se sumó al elenco estable de la telenovela Solamente vos de eltrece, donde se encargó de interpretar el papel de Sharon, una peluquera desquiciada. Poco después, se estrenó la película de comedia romántica 20.000 besos (2013) de Sebastián De Caro, en la cual Cymer asumió el papel de Andrea Portela, una comediante y exestudiante de letras. En 2014, tuvo un papel secundario en la serie musical romántica Guita fácil emitida por Acua Mayor.
Su siguiente papel fue como la hermana Diana en la telenovela Esperanza mía (2015) emitida por eltrece y también formó parte de la adaptación musical en el teatro. Desde el 2015 hasta el 2016, Cymer se incorporó al elenco de la obra Bajo terapia para reemplazar a Manuela Pal en el papel de Tamara. Luego, apareció en la película dramática Eso que llaman amor (2015) dirigida por Victoria Miranda, en la cual asumió el rol de Miranda, una camarera manipulada por su madre. Por este papel, Cymer fue reconocida con el galardón a mejor actriz en el Festival de Cine de la Mujer Marialionza en Venezuela. En 2016, fue fichada para formar parte de la telenovela Educando a Nina de Telefe, interpretando a Carmela Prado, una ambiciosa asistente de la revista gráfica.
En 2017, Cymer integró el elenco secundario de la telecomedia Fanny la fan emitida por Telefe. En 2018, protagonizó junto a Daniel Hendler la obra de comedia romántica Ping Pong, donde interpretó a Rita bajo la dirección de Verónica Llinás en el teatro Regina. Poco después, Cymer realizó una participación especial en el ciclo de humor Pasados de copas (2018) y en la telenovela 100 días para enamorarse (2018). En 2019, se embarcó en una gira para protagoniza con Benjamín Vicuña la obra de teatro Terapia amorosa, en la cual personificó a Juana, una historiadora que está crisis con su pareja, con la cual tiene dos hijos. A fines de ese año, Cymer protagonizó la pieza de teatro El huevo dirigida por Ezequiel Tronconi en Microteatro y con la cual también se presentó en España.
A comienzos del 2020, Cymer integró el elenco principal de la comedia teatral Paraanormales, donde se puso en la piel de Verónica. Tiempo después, trabajó en la pieza teatral El ojo del destino (2021) en el teatro Nacional Cervantes, haciendo el papel de Tamara, una mujer atormentada. Luego, Cymer actuó en la primera temporada de la serie musical juvenil Días de gallos de HBO Max, formando parte del elenco adulto. A mediados de ese año, apareció en la película de comedia negra La panelista dirigida por Maximiliano Gutiérrez. Al poco tiempo, se estrenó la cinta dramática Yo nena, yo princesa de Federico Palazzo, en la cual Cymer asumió el papel de Viviana.
En 2022, Cymer fue elegida para ser una de las protagonistas de la obra de teatro Mujeres en el baño dirigida por Mariela Asensio. Ese año, fue convocada para protagonizar con Gastón Cocchiarale la comedia teatral La gran renuncia, la cual se mantuvo en cartel hasta el 2024 presentándose en varias salas de teatro. Durante ese tiempo, Cymer realizó participaciones en la series El fin del amor (2022), DT, la misión (2023), Familia de diván (2023) y Felices los 6 (2024). Seguidamente, fue convocada nuevamente por Tronconi para protagonizar la obra de teatro Volcán de brujas que se estrenó en el Centro Cultural General San Martín. En 2025, Cymer protagonizó la obra de comedia Exit junto a Dan Breitman y Romina Ricci durante la temporada veraniega de Villa Carlos Paz.

## Filmografía

### Cine
| Año  | Título                                                   | Papel          | Notas        |
| ---- | -------------------------------------------------------- | -------------- | ------------ |
| 2009 | Anita                                                    | Karina         |              |
| 2012 | La máquina que escupe monstruos y la chica de mis sueños | Carolina       |              |
| 2013 | 20.000 besos                                             | Andrea Portela |              |
| 2014 | Cien años de cine argentino                              | Secuestrada    | Cortometraje |
| 2015 | Eso que llaman amor                                      | Mora           |              |
| 2021 | La panelista                                             | Diana          |              |
| 2021 | Yo nena, yo princesa                                     | Viviana        |              |
| 2024 | Hermanados                                               |                |              |

### Televisión
| Año       | Título                          | Papel             | Notas                                            |
| --------- | ------------------------------- | ----------------- | ------------------------------------------------ |
| 1994-1999 | Magazine For Fai                | Varios            |                                                  |
| 2000-2002 | Perdona nuestros pecados        | Varios            |                                                  |
| 2003-2004 | Costumbres argentinas           | Viviana           |                                                  |
| 2004-2005 | No hay 2 sin 3                  | Socorro           | Sketch: Ricos y mocosos                          |
| 2007      | Hechizada                       |                   |                                                  |
| 2007      | El capo                         | Nazeera Yariff    |                                                  |
| 2008-2009 | Por amor a vos                  | Rafaella Molinari |                                                  |
| 2009      | Enseñame a vivir                | Roxana            |                                                  |
| 2011      | Un año para recordar            | Olga González     |                                                  |
| 2012      | Boyando                         | Prostituta        |                                                  |
| 2013      | Solamente vos                   | Sharon            |                                                  |
| 2014      | Guita fácil                     | Florencia Barón   |                                                  |
| 2015      | Esperanza mía                   | Sor Diana         |                                                  |
| 2016      | Educando a Nina                 | Carmela Prado     |                                                  |
| 2017      | Fanny la fan                    | Rita              |                                                  |
| 2018      | Pasados de copas: Drunk History | Pepa              | Episodio: «La Mayora de las invasiones inglesas» |
| 2018      | 100 días para enamorarse        | Telma             |                                                  |
| 2019      | Otros pecados                   | Gloria            | Episodio: «El reloj»                             |
| 2021      | Días de gallos                  | Nadia             |                                                  |
| 2022      | El fin del amor                 | Florencia         | Episodio: «Exploradores del amor»                |
| 2023      | DT, la misión                   | Laura             |                                                  |
| 2023      | Familia de diván                |                   |                                                  |
| 2024      | Felices los 6                   | Romina            |                                                  |
| 2025      | ¡Ahora caigo!                   | Bichu             | Sketch de comedia                                |

### Videos musicales
| Año  | Video | Artista   | Ref(s) |
| ---- | ----- | --------- | ------ |
| 2020 | «Hoy» | Residente | [ 37 ] |

## Teatro
| Año       | Título                           | Papel               | Lugar                                                  |
| --------- | -------------------------------- | ------------------- | ------------------------------------------------------ |
| 1997-1998 | Chamuyo de hadas                 |                     | Teatro Gascón                                          |
| 2000-2001 | Cenicienta, la historia continúa |                     | Teatro Maipo                                           |
| 2004      | Vengo por el aviso               | Mucama              | Teatro Astral                                          |
| 2008      | Princesa cenicienta              | Primavera           | Teatro Astral                                          |
| 2008-2009 | Segundo set                      | Julia               | Teatro El Cubo                                         |
| 2009      | The Generation of Swing          |                     | Velma Café                                             |
| 2009-2010 | Valientes                        | Anastasia           | Teatro América                                         |
| 2010-2011 | Destino motel                    |                     | Teatro El Extranjero                                   |
| 2015      | Esperanza mía, el musical        | Sor Diana           | Teatro Ópera / Luna Park                               |
| 2015-2016 | Bajo terapia                     | Tamara              | Teatro Metropolitan                                    |
| 2018      | Ping Pong                        | Rita                | Teatro Regina                                          |
| 2019      | El huevo                         | Profesora de inglés | Microteatro                                            |
| 2019      | Terapia amorosa                  | Juana               | Gira nacional                                          |
| 2020      | Paraanormales                    | Verónica            | Multiteatro                                            |
| 2021      | El ojo del destino               | Tamara              | Teatro Nacional Cervantes                              |
| 2022      | Mujeres en el baño               | Alejandra           | Dumont 4040 / Teatro Picadero                          |
| 2022-2024 | La gran renuncia                 | Verónica            | Teatro de la Ribera / Teatro Picadero / Paseo La Plaza |
| 2024      | Volcán de brujas                 | Lía                 | Centro Cultural General San Martín                     |
| 2025      | Exit                             | Maite               | Teatro Candilejas 1                                    |
| 2025      | Coherencia                       | Inés                | Multiteatro                                            |

## Premios y nominaciones
| Año  | Organización                             | Categoría               | Trabajo             | Resultado | Ref(s) |
| ---- | ---------------------------------------- | ----------------------- | ------------------- | --------- | ------ |
| 2010 | Premios Estrella de Mar                  | Mejor actriz de comedia | Valientes           | Nominada  | [ 38 ] |
| 2015 | Festival de Cine de la Mujer Marialionza | Mejor actriz            | Eso que llaman amor | Ganadora  | [ 20 ] |
| 2021 | Premios ACE                              | Mejor actriz en comedia | Paraanormales       | Nominada  | [ 39 ] |
| 2025 | Premios Carlos                           | Mejor actriz            | Exit                | Nominada  | [ 40 ] |